# Турчак Андрій Анатолійович
Андрі́й Анато́лійович Турча́к  (20 грудня 1975, Санкт-Петербург, РРФСР) — російський політичний діяч. Перший заступник голови Ради Федеральних Зборів РФ з 23 вересня 2020 року. Секретар Генеральної ради партії «Єдина Росія» з 12 жовтня 2017 року. Сенатор Російської Федерації — представник від законодавчої влади Псковської області з 2 листопада 2019 року.
Заступник голови Ради зборів РФ (2017—2020). Губернатор Псковщини (2009—2017).

## Життєпис
Народився в Ленінграді.
- 1998 — закінчив Санкт-Петербурзький державний університет аерокосмічного приладобудування.
- 2014 — з відзнакою закінчив Дипломатичну академію МЗС РФ.
- З 1991 по 1995 рік — тренер-викладач з дзюдо муніципальної ДЮСШ олімпійського резерву «Космонавт».
- З березня 1996 року (у віці 20 років) — генеральний директор АТЗТ «Торгово-промислова компанія ЛенНорт» (дочірня фірма ХК «Ленінець»).
- З 1997 року — генеральний директор Заводу електропобутової апаратури (єдиний засновник ВАТ — Комітет з управління міським майном Петербурга).
- У квітні 2000 року увійшов до складу ради директорів «Енергомашбанка».
- З 2000 по 2002 рік — директор з реструктуризації, потім директор з корпоративної політики ХК «Ленінець».
- 2002 — гендиректор ТОВ «Співдружність північний захід».
- З 2003 року-віце-президент і член ради директорів ХК Ленінець, член ради директорів керуючої компанії Ленінець.
- 31 травня 2005 року знову був обраний до складу ради директорів ХК «Ленінець».
- У серпні 2005 року вступив в провладну партію Єдина Росія, був призначений координатором молодіжної політики партії.
- У листопаді 2005 року увійшов до координаційної ради Молодої гвардії Єдиної Росії.
- 30 серпня 2006 бюро Вищої ради Єдиної Росії рекомендувало Турчака на пост члена Ради федерації від парламенту Ненецького автономного округу.
- 2007 — депутат Псковських зборів депутатів четвертого скликання від путінської партії «Єдина Росія».
- 2007—2008 — голова координаційної Ради молодіжного руху «Молодої гвардії Єдиної Росії».
- З 6 липня 2007 року — член Ради Федерації Зборів РФ від Псковської області.
- 2009—2017 — Губернатор Псковської області.
- 12 жовтня 2017 — після відставки з посади губернатора Псковської області призначений секретарем ради партії «Єдина Росія»[4].
- 2017—2020 — заступник голови Ради федеральних зборів РФ, сенатор СФ РФ від Псковської області.
- На президентських виборах в РФ 2018 року був членом групи підтримки Путіна[5].
- 23 вересня 2020 року обраний першим заступником Голови Ради Федерації РФ.
- 6 травня 2022 року відкрито закликав до анексії Херсонської області до складу Російської Федерації.

## Санкції
Через підтримку російської агресії та порушення територіальної цілісності України під час російсько-української війни перебуває під персональними міжнародними санкціями різних країн.
З 28 лютого 2022 року перебуває під санкціями всіх країн Європейського союзу "за активну підтримку або реалізацію дій чи політики, що підривають або загрожують територіальній цілісності, суверенітету і незалежності України, а також стабільності та безпеці в Україні".
З 4 квітня 2022 року перебуває під санкціями Великої Британії.
З 30 вересня 2022 року перебуває під санкціями Сполучених Штатів Америки.
З 23 березня 2022 року перебуває під санкціями Канади.
З 4 березня 2022 року перебуває під санкціями Швейцарії.
Указом президента України Володимира Зеленського від 7 вересня 2022 року перебуває під санкціями України.
З 3 травня 2022 року перебуває під санкціями Нової Зеландії.

## Сім'я
Дружина Кіра Євгенівна Турчак, до шлюбу Петроченко (нар. 1976), очолює раду директорів КК "Ленінець", входить до рад директорів низки інших компаній, є генеральною директоркою ВАТ "Лабіринт" (управляє готелем "Obuhoff"). З отриманим у 2010 році доходом у розмірі 21,08 млн рублів увійшла до 10 найбагатших дружин губернаторів. У 2015 році її доходи склали 38 млн рублів, у 2017 році - 33 млн рублів, у 2018 році - 59,4 млн рублів.
Четверо дітей: Анатолій (нар. 1996), Ольга (нар. 1998), акторка, Софія (нар. 2002), Філіп (нар. 2009).